# Borovo (Bulgária)
Borovo (búlgaro: Борово) é uma cidade e município da Bulgária, localizada no distrito de Ruse. A sua população era de 2 330 habitantes segundo o censo de 2010.

## População
| Borovo | Borovo | Borovo | Borovo | Borovo | Borovo | Borovo | Borovo | Borovo | Borovo | Borovo | Borovo | Borovo | Borovo | Borovo | Borovo | Borovo | Borovo | Borovo | Borovo |
| --- | ------ | ------ | ------ | ------ | ------ | ------ | ------ | ------ | ------ | ------ | ------ | ------ | ------ | ------ | ------ | ------ | ------ | ------ | ------ |
| Ano | 1887   | 1910   | 1934   | 1946   | 1956   | 1965   | 1975   | 1985   | 1992   | 2001   | 2002   | 2003   | 2004   | 2005   | 2006   | 2007   | 2008   | 2009   | 2010   |
| População |        |        |        | …      | …      | …      | …      | 2,985  | 2,874  | 2,620  | 2,578  | 2,543  | 2,529  | 2,484  | 2,450  | 2,419  | 2,392  | 2,346  | 2,330  |
| Fontes: Instituto Nacional de Estatísticas, „citypopulation.de“, „pop-stat.mashke.org“, Bulgarian Academy of Sciences |        |        |        |        |        |        |        |        |        |        |        |        |        |        |        |        |        |        |        |